# Caballo catalán

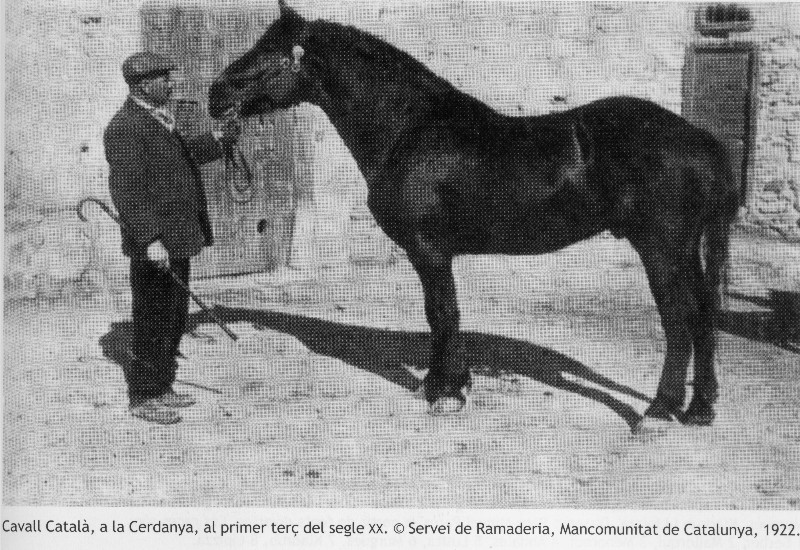
Foto de un caballo catalán sacada en 1922

El caballo catalán fue una raza de caballos ya extinta que había sido propia de Cataluña. Su origen era remoto y estaba emparentado con los caballos del sur de la península ibérica, siendo el antepasado del caballo mallorquín y del caballo menorquín, y era de pelaje negro.
Se extinguió hacia el primer tercio del siglo XX fundiéndose con caballos de tiro hipermétrico como los  bretones, los de  Comtois y los de las Ardenas, dando lugar a la actual Agrupación hipermétrica pirenaica. Actualmente la Asociación del caballo de tiro Catalán promueve la recuperación de la raza a partir de las pocas decenas de animales que mantienen las características propias de esta raza. 